# Stockholm-Karolinska helikopterflygplats
Stockholm-Karolinska helikopterflygplats eller Stockholm-Karolinska Sjukhuset Heliport (IATA: -, ICAO: ESHK) är en civil helikopterflygplats vid Karolinska universitetssjukhuset i Stockholm.

## Verksamhet
Helikopterflygplatsen används av Karolinska universitetssjukhuset inom Stockholms läns landsting. Plattan vid sjukhuset togs i drift under år 2014, och rymmer två start- och landningsplatser. Varje år beräknas 300 patienter transporteras till sjukhuset via helikopter. Totalt är helikopterflygplatsen dimensionerad för 3000 starter/landningar per år.